# Einkommensungleichheit in Kroatien

Gini-Koeffizient (in %) der Verteilung der verfügbaren Einkommen (Weltbank, 2014)

Die Einkommensverteilung in Kroatien betrachtet die Verteilung der Einkommen in Kroatien. Im Speziellen beschreibt die personelle Einkommensverteilung wie das Einkommen einer Volkswirtschaft auf einzelne Personen oder Gruppen (z. B. Privathaushalte) verteilt ist.
Bei der Deutung statistischer Daten ist die unterschiedliche Verwendung des Begriffs Einkommen zu beachten, weil dabei zwischen Bruttoeinkommen, Einkünften, zu versteuerndem Einkommen und Nettoeinkommen oder verfügbarem Einkommen differenziert werden muss.
Der Gini-Koeffizient Kroatiens betrug im Jahr 2015 0,304, womit das Einkommen im Weltvergleich relativ egalitärer verteilt ist. Das Verhältnis der Einkommen in den obersten 20 Prozent zu den Personen in unteren 20 Prozent beträgt 5. 21,4 % der kroatischen Bevölkerung sind armutsgefährdet und 26,4 % von sozialer Ausgrenzung bedroht.

## Methoden zur Darstellung

### Unterschiede in der Einkommensart
Die Art und Aggregation des Einkommens nimmt eine entscheidende Rolle für die Interpretation und die Vergleichbarkeit der Indikatoren ein. Grundsätzlich werden zwei Einkommensarten unterschieden. Das Einkommen, das durch die unselbständige- und selbstständige Arbeit zustande kommt, das als Markteinkommen oder Primäreinkommen bezeichnet wird, sowie das Einkommen nach Staatstransfers durch Umverteilung, welches als Sekundäreinkommen bezeichnet wird.
Das Primäreinkommen entsteht durch den Marktprozess und setzt sich durch das Einkommen aus Erwerbstätigkeit, Geschäftstätigkeit, Vermietung, Kapital vor Steuern und Abgaben zusammen. Die Berücksichtigung der Sozialabgaben, direkten Steuern sowie öffentlicher (z. B. Sozialhilfe, Arbeitslosengeld) und privater (z. B. Unterhalt) Transfers bezeichnet man als sekundäre Einkommensverteilung.

### Ungleichheits- & Armutsindikatoren
Von 2010 bis 2017 war die Einkommensungleichheit in Kroatien rückgängig. Der Gini-Koeffizient fiel von 31,6 % auf 29,9 % und das S80/S20-Ratio bzw. das Verhältnis der Einkommen in den obersten 20 Prozent zu den Personen in unteren 20 Prozent sank ebenfalls von 5,5 auf 5,0.
| Indikator                                                    | 2010  | 2011  | 2012  | 2013  | 2014  | 2015  | 2016  | 2017  |
| ------------------------------------------------------------ | ----- | ----- | ----- | ----- | ----- | ----- | ----- | ----- |
| Gini-Koeffizient                                             | 0.316 | 0.312 | 0.390 | 0.390 | 0.302 | 0.304 | 0.298 | 0.299 |
| S80/S20 Einkommensverhältnis                                 | 5.5   | 5.6   | 5.4   | 5.3   | 5.1   | 5.2   | 5.0   | 5.0   |
| von Armut oder sozialer Ausgrenzung bedrohte Personen (in %) | 31.1  | 32.6  | 32.6  | 29.9  | 29.3  | 29.1  | 27.9  | 26.4  |
| Armutsgefährdungsquote (in %)                                | 19.6  | 21.1  | 23.3  | 21.8  | 21.1  | 20.9  | 20.4  | 21.4  |

Gegensätzliche Entwicklungen machten jedoch zwei der wichtigsten Armutsindikatoren durch. Die von sozialer Ausgrenzung oder Armut bedrohten Personen sanken von 31,1 % der Bevölkerung im Jahr 2010 auf 26,4 % im Jahr 2017. Die Armutsgefährdungsquote stieg jedoch im selben Zeitraum von 19,6 % auf 21,4 % an. Das Einkommen war 2015 wie folgt auf die Bevölkerung verteilt:
| Indikator (2015)                              | %      |
| --------------------------------------------- | ------ |
| Einkommensanteil des ersten Quintils          | 7,3 %  |
| Einkommensanteil des zweiten Quintils         | 13,1 % |
| Einkommensanteil des dritten Quintils         | 17,9 % |
| Einkommensanteil des vierten Quintils         | 23,5 % |
| Einkommensanteil des fünften Quintils         | 38,1 % |
| Armutsanteil ($5,5/Tag Level in PPP)          | 5,8 %  |
| Armutsanteil ($2/Tag Level in PPP)            | 2,24 % |
| Relative Armutslücke ($2/Tag Level in PPP)    | 0,86 % |
| Relative Armutslücke ($1,25/Tag Level in PPP) | 0,40 % |

Das einkommenschwächste Quantil verdiente 2015 7,3 % des verfügbaren Einkommens Kroatiens, während das fünfte Quantil 38,1 % des Einkommens ausmachte. Der Armutsanteil betrug im selben Jahr 2,24 % am US$ 2 pro Tag Level und 5,80 % am US$ 5,5 pro Tag Level (gemessen in Kaufkraftparität). Die relativen Armutslücken belaufen sich auf 0,40 % am US$ 1,25 (PPP)/Tag Level bzw. auf 0,86 % für US$ 2 (PPP)/Tag.

## Entwicklung der personellen Einkommensverteilung

### Historische Entwicklung
Die Untersuchung der Ungleichheit in der Einkommensverteilung zwischen Haushalten und Einzelpersonen in der kroatischen Wirtschaftsliteratur ist relativ schwach vertreten. In der sozialistischen Zeit sind die Gründe dafür auf die Verlegenheit des Themas der damals etablierten politisch-wirtschaftlichen Kreise zurückzuführen. Der Fokus lag mehr auf der Einkommensverteilung zwischen Industriezweigen- und gruppierungen. Die Analyse der Verteilung des Wohlergehens der Bevölkerung beschränkte sich auf individuelle wissenschaftliche Beiträge.
Im ehemaligen Jugoslawien wurde alle fünf Jahre eine Umfrage zum Haushaltsverbrauch durchgeführt, die zur Analyse der Ungleichheit auf Ebene der Republik einschließlich Kroatien herangezogen werden konnte. Diese wurden in den Jahren 1973, 1978, 1983 und 1988 erhoben. Als 1998 eine neue Umfrage für Kroatien beauftragt worden war, gab es keine zuverlässigen Daten anhand derer die Verteilung der individuellen Einkommen beurteilt werden konnte. Ab 1998 wurde im Rahmen einer Haushaltsumfrage der Weltbank versucht Daten zur Ungleichheit und Armut in Kroatien zu erheben. Diese umfassten jedoch durch den Jugoslawienkrieg nicht die gesamte kroatische Bevölkerung und waren somit nicht repräsentativ, da die vom Krieg stärker betroffenen Gebiete unterrepräsentiert waren und so als Resultat die Ungleichheit stark unterschätzt wurde.
Schätzungen der Ungleichheit in anderen Übergangsländern Ende der achtziger Jahre der Weltbank zeigen die ungefähre Größenordnung des Gini-Koeffizienten von 0,19 für fast alle osteuropäischen Länder mit Ausnahme von Polen mit einem Gini-Koeffizienten von 0,24 und Russland mit 0,26. Die Datenbank von Deininger und Squire (1996) liefert ähnliche Daten mit einem geschätzten Gini-Koeffizienten für Polen Ende der achtziger Jahre von 0,254 und für die Sowjetunion von 0,278. Die von Nestic ausgewiesenen Schätzungen des Gini-Koeffizienten für Kroatien im Jahr 1988 von 0,29 erscheinen im Vergleich zu anderen Ländern in der Region vernünftig. Dies wurde zu diesem Zeitpunkt aufgrund der marktfähigeren Elemente der kroatischen Wirtschaft und der stärkeren Liberalisierung gegenüber den anderen sozialistischen Volkswirtschaften erklärt.
| Erhebungsjahr | Gini-Index | Theil-Index | Atkinson-Index (ε=0,5) | Atkinson-Index (ε=0,5) |
| ------------- | ---------- | ----------- | ---------------------- | ---------------------- |
| 1973          | 0,300      | 0,151       | 0,072                  | 0,140                  |
| 1978          | 0,294      | 0,137       | 0,070                  | 0,137                  |
| 1983          | 0,271      | 0,144       | 0,062                  | 0,119                  |
| 1988          | 0,286      | 0,150       | 0,069                  | 0,129                  |
| 1998          | 0,297      | 0,157       | 0,073                  | 0,137                  |

### Entwicklung seit der Transition
Nach dem Zerfall der Sowjetunion und während des Jugoslawienkriegs Anfang der 1990er Jahre, machten die ehemaligen Ostblockländer eine Transition von (teilweise zentral-geplanten) sozialistischen Wirtschaften zu Marktwirtschaften durch. Dieser Liberalisierungsprozess hatte einen Anstieg der Einkommensungleichheit zur Folge. Die durchschnittliche Gini-Entwicklung der Transitionsökonomien zeigt einen Anstieg von 0,26 (1989) auf annähernd 0,35 Ende der 1990er Jahre. Die Einkommensungleichheit der Nachfolgerstaaten der UdSSR bzw. die Gemeinschaft Unabhängiger Staaten startete 1989 vom annähernd gleichen Ausgangsniveau, stieg jedoch viel rasanter an und erreichte 1996 mit einem Gini-Koeffizient von 0.43 den Höhepunkt. Im Gegensatz dazu entwickelte sich die Einkommensungleichheit in Kroatien relativ stabil zwischen Leveln von 0,28 und 0,30. Diese Ungleichheitswerte sind leicht höher als in den CEEC-5, aber unter denen der EU-25 bzw. dem Durchschnitt der Transitionsländer.
Mitte der 1990er Jahre fanden in Kroatien institutionelle Umbrüche am Arbeitsmarkt statt. 1992 wurde der erste nationale Kollektivvertrag unterzeichnet und 1995 ein neues Arbeitsgesetz eingeführt. 2003 verlor der Staat sein Monopol in der Jobvermittlung und weitere Liberalisierungsmaßnahmen wurden eingeführt. Die Lohnquote und Einkommensungleichheit in Kroatien weisen einen negativen Zusammenhang auf. Je höher der Anteil des Lohneinkommens am BIP, desto niedriger ist der Gini-Koeffizient ausgeprägt. Daraus kann geschlossen werden, dass die überdurchschnittlich hohe Lohnquote zur relativ stabilen Entwicklung der Einkommensungleichheit beigetragen hat. Außerdem gibt es einen negativen Zusammenhang zwischen der Dichte von Kollektivverträgen und dem Gini-Koeffizienten in Transitionsländern inkl. Kroatien. Eine ähnliche negative Korrelation ist zwischen Gewerkschaftsdichte und Einkommensungleichheit in den ehemaligen sozialistischen Staaten festzustellen.
Neben der Steuer- & Arbeitsmarktpolitik ist das Level sowie die Qualität der Bildung der Bevölkerung ein entscheidender Grund für die Ungleichheit in Kroatien an. Dem Bildungssystem in Kroatien wird aufgrund der unterdurchschnittlichen Abschlüsse auf allen Levels ein schlechtes Zeugnis ausgestellt.